# موقف الأصولية الإسلامية القديمة من علوم الأوائل (كتاب)
موقف الأصولية الإسلامية القديمة من علوم الأوائل ، هو كتاب للمستشرق المجري اغنتس غولدتسيهر ، كتبه ضمن مقالات الأكاديمية الملكية البروسية للعلوم عام 1915 ، ونشرت طبعته الأولى عام  1916 في برلين ، وترجمه إلى العربية ، المترجم السوري ، محمود كبيبو عن دار الوراق للنشر عام 2022   ، ويسلط الكتاب الضوء على موقف الأصولية الإسلامية من تقبل العلوم غير الإسلامية وانعكاس هذه المواقف على التطور الفكري والعلمي في العالم الإسلامي وموقف الريبة من العلوم المفارقة للسائد .

## نبذة عن الكتاب
ضمت الطبعة العربية من كتاب "موقف الأصلوية الإسلامية القديمة من علوم الأوائل" دراسة عن مؤلفه كتبها عبدالرحمن بدوي . كما تضمنت الطبعة العربية بحثاً عن " علوم القدماء الأولين " مأخوذ من كتاب القهر والسلطة ، القوة الإلهية والقوة المستمدة منها الدين والعالم في الإسلام ليوهان كريستوف بيرغل .

### مفهوم علوم الأوائل
وتضم دراسة غولدتسيهر ستة فصول ، حيث يبدأ غولدتسيهر ، في فصله الأول (مفهوم علوم الأوائل) ، بتحديد تعريف لـ"علوم الأوائل" أو "علوم القدامى" وأيضاً "العلوم القديمة" ، بأنها تلك العلوم "التي دخلت إلى دوائر الثقافة الإسلامية تحت تأثير مباشر وغير مباشر للكتب المأخوذة من الأدب الهيليني ، ويحددها أكثر بالعلوم الآتية من الموسوعة الإغريقية الفيزيائية والميتافيزيقية ، من الفروع المختلفة للرياضيات والفلسفة والعلوم الطبيعية والطب والفلك ونظرية الموسيقى وغيرها .
ويرى المؤلف على الرغم من الرعاية الرسمية الحكومية بتلك العلوم إبان الدولة العباسية ، وقبولها مما وصفها بالدائرة الدينية الإسلامية "ذات العقل المنفتح" ، إلا أنه يشير إلى ما يصفه بـ"أصولية صارمة تنظر على الدوام بعين الشك والريبة إلى أولئك الذين تركوا علم الشافعي ومالك ورفعوا في الإسلام رأي دقلس إلى مستوى القانون" ، سارداً العديد من المواقف المناهضة والمرتابة من علوم الأوائل في صفوف الفقهاء المسلمين ، وكيفية ربطهم تلك العلوم بالزندقة والإلحاد ، وحدية عدد منهم في الحكم على علوم الأوائل تبدأ وتنتهي فيما كانت تلك العلوم مفيدة للدين الإسلامي ، وتطور الارتياب إلى تلك العلوم من الشك إلى اعتبارها "حكمة محشوة بالكفر" أو أنها تقود صاحبها إلى الكفر .

### أسس رفض الأصولية لعلوم الأوائل
وفي الفصل الثاني ( أسس رفض الأصولية لعلوم الأوائل ) ، يعزو غولدتسيهر رفض الأصولية لعلوم الأوائل إلى " الميتافيزيقية " ، ويفسر امتداد رفض الأصوليين للعلوم الحيادية مع الدين ، إلى إمكانية تشجيعها للاشتغال بالفلسفة .
ويسرد المؤلف مواقف رفض علماء مسلمين للرياضيات ، مع استثناء يسير لعلم الحساب الذي يدخل في "علم الفرائض" الشرعي ، وينقل مواقف البعض الرافض للهندسة ، مستشهداً بموقف أحمد بن ثوابة ، وما كتبه أبو الحسين بن فارس عن أخطار الهندسة على الدين ، وموقف الغزالي من العلوم التحضيرية والرياضيات وما يمكن أن تحتويه من أخطار .

### الفلسفة والقدر
وفي الفصل الثالث ( الفلسفة والقدر )، يستعرض المؤلف ما يراه مناهضة الأصولية المتشددة لعلم الفلك ، لارتباطها بالتنجيم ، ومساهمة القضاء والقدر كعقيدة إسلامية مع تلك العلوم ، رغم الفرق اللغوي بين علم التنجيم وعلم الهيئة (الفلك) ، وفائدة الأخير في تطبيق عدد من الشعائر الإسلامية ، إلا أنه يسرد مواقف كراهية علماء مسلمين لدراسة ذلك العلم . وحول علاقة الأصولية مع علوم طبيعية ، يستشهد المؤلف بموقف الغزالي المشكك بها .

### الفروع العلمية المنتمية لعلوم الأوائل
وينقل غولدتسيهر، في فصله الرابع ( الفروع العلمية المنتمية لعلوم الأوائل ) ، نشأت معسكر أصولي يأخذ موقف حاد ومبدئي من علم المنطق الإغريقي، وبدا موقفهم أكثر حدية تجاه علم المنطق مقارنة مع باقي علوم الأوائل ، مسشتهداً بمواقف عدة ومنها المقولة " من تمنطق تزندق " .

### شخصيات فقهية في خدمة علوم الأوائل واستمرار معارضة علوم الأوائل في الأصولية الإسلامية
ويستشهد غولدتسيهر في فصله الخامس ( شخصيات فقهية في خدمة علوم الأوائل ) ، بشخصيات إسلامية خدمت علوم الأوائل كابن حزم ، الذي ظل يدافع بحماسة عن علم المنطق ، وأبو حامد الغزالي ، رغم عدم ارتياحه لعلوم الأوائل . فيما يسرد في الفصل السادس استمرار معارضة علوم الأوائل في الأصولية الإسلامية ، رغم تباين تأثير تلك المعارضة في الوقت الحالي (وقت كتابته للدراسة).